# Rally de Australia
El Rally de Australia es una prueba de rally disputada anualmente desde 1988. Es puntuable para el Campeonato Mundial de Rally y se desarrolla en Costa Dorada (Australia), Queensland, aunque anteriormente se realizó en Perth (Australia), Australia hasta la temporada 2006.
Una de las características del rally son los tramos que se disputan sobre tierra, muy rápidos y que se encuentran repletas de pequeñas bolas de bauxita convirtiéndolas en muy resbaladizas y con poco agarre, lo que provoca además que los primeros pilotos en pasar limpian la carretera de estas bolas, dejando con ventaja a los siguientes en pasar. Por ello un motivo de polémica en este rally siempre fue el orden de salida. Los primeros pilotos partían siempre con desventaja, viéndose a veces obligados a penalizar en los controles para salir más retrasados en las siguientes etapas para tener alguna opción. Cuando se invirtió el orden de salida entre los primeros quince dorsales se palió en parte el problema, pero en esa ocasión los perjudicados eran los equipos más modestos que veían imposible toda opción a ganar.
Hasta 1988, año de la primera edición del rally, Australia no contaba con una larga tradición en rallies, porque las carreras en circuito eran el centro de atención del automovilismo australiano, aunque si disponían de un campeonato nacional y se organizaban algunas pruebas de aunque de manera aislada. Las primeras competiciones de rally llegaron al país en la década de los 60, siendo una de las más destacadas la Londres-Sídney, de 1968, y posteriormente en 1988 con el nacimiento del Campeonato Asia-Pacífico de Rally los rallyes se establecieron de manera definitiva en Australia. La primera edición por tanto, nació con el objetivo de ser incluido en dicho campeonato, pero la calidad de la organización motivó a la FIA a incluirla al año siguiente en el calendario mundial, en parte para dar un impulso al potencial que ofrecía el país con un mercado interesante sobre todo para las marcas japonesas. El hecho de no contar con una tradición en rallyes llevó a los organizadores, encabezados por Garry Conelly, a plantearse una prueba diferente, pensada como un negocio, rentable, eficaz y muy cuidadosa con los participantes y espectadores. Para estos últimos, la organización creó los llamados puntos para espectadores, que tras previo pago de una entrada, podían presenciar la carrera con todo tipo de comodidades a su disposición, como bares, tiendas e incluso zonas para aparcar sus automóviles. En cuanto a la carrera se diseñó un trayecto compacto con pocos puntos de asistencia y con tramos mucha veces trazados en medio de plantaciones de árboles abiertos previamente con bulldozers. Otra de las innovaciones que aportó el Rally de Australia, fue la disputa de una superespecial en la localidad de Perth donde los participantes se enfrentaba de dos en dos, en un trazado previamente diseñado. En 1992 se construyó incluso, el complejo de Langley Park, un circuito de tierra de unos dos kilómetros, con unas gradas de más de 30.000 personas donde los pilotos se disputaban el primer y último tramo del rally a modo de fiesta y con las gradas llenas de público. La FIA adoptó en gran medida la fórmula empleada por el Rally de Australia de utilizar un único punto de asistencia, que a mediados de los 90 introdujo en la normativa del campeonato del mundo.
El rally de Australia fue elegido como el Rally del Año en 1995, 1999 y 2000 por los equipos del Campeonato Mundial de Rally de la FIA.

## Historia

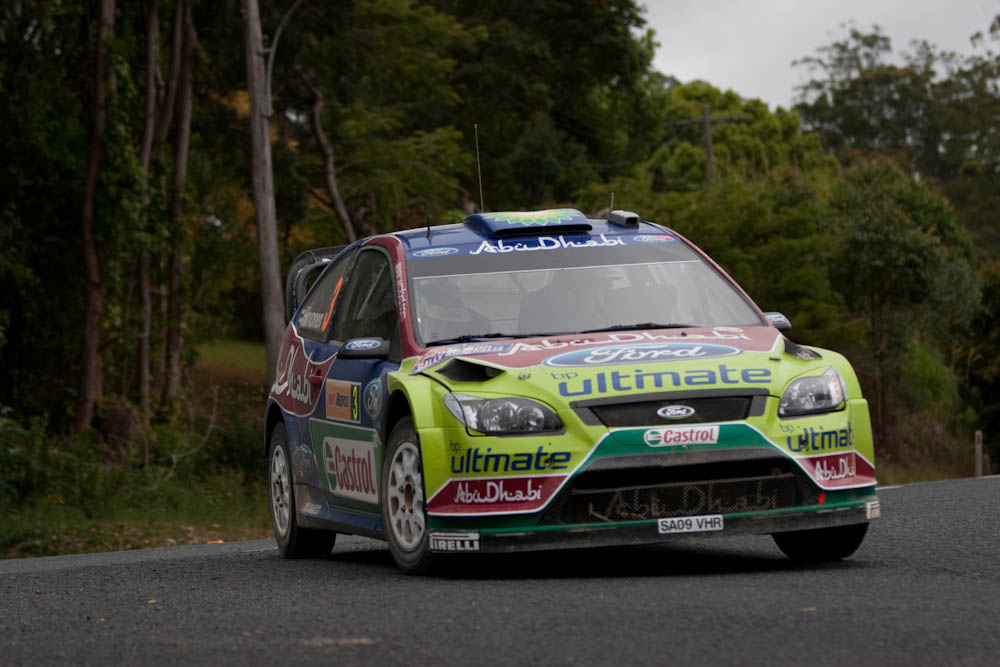
Mikko Hirvonen durante la edición de 2009 donde logró su segunda victoria.

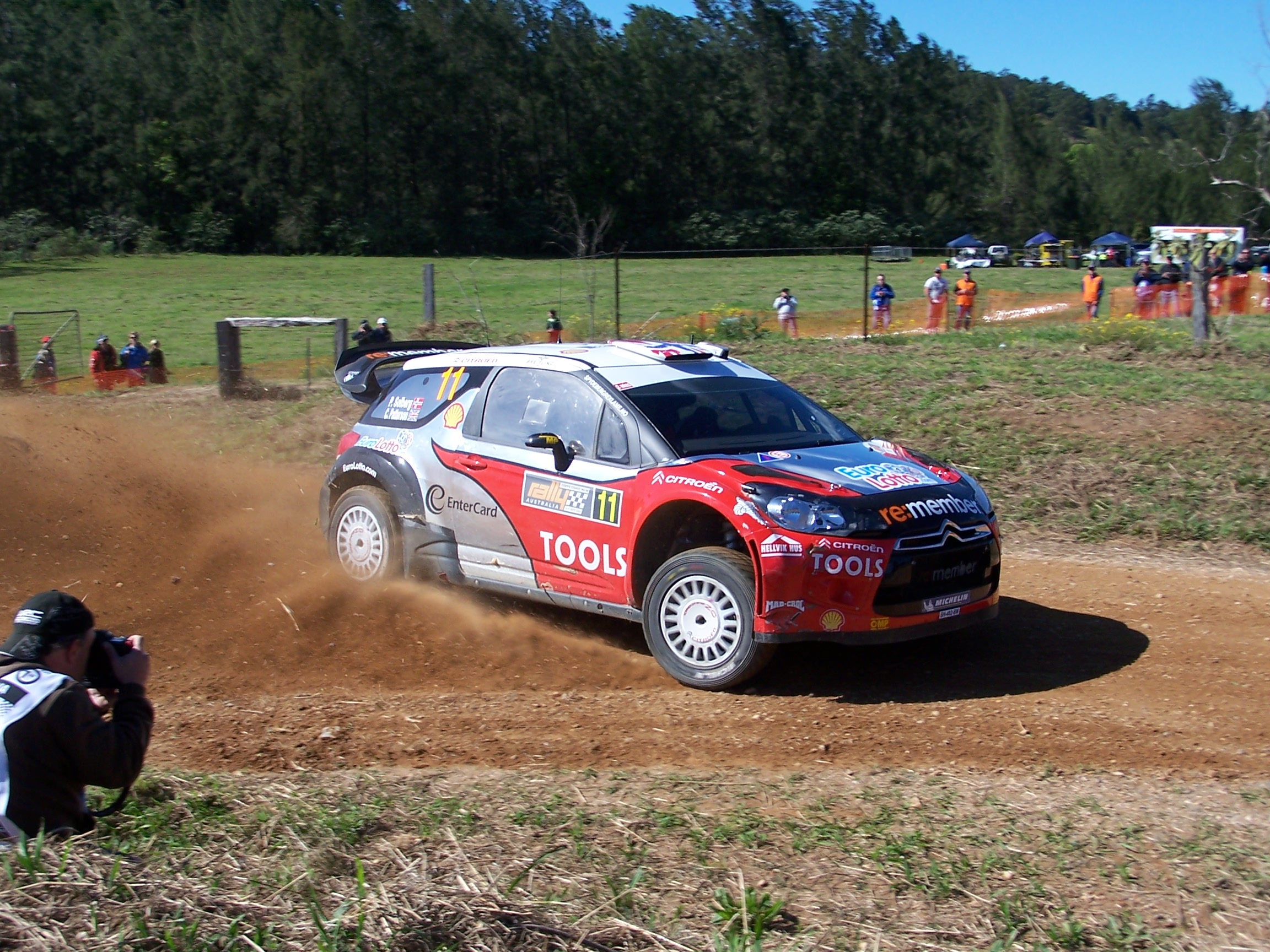
Petter Solberg en 2011 con el Citroën DS3 WRC. El noruego logró en 2003 su única victoria en Australia.

El primer ganador fue el sueco Ingvar Carlsson a bordo de un Mazda 323 oficial. La sede del rally fue la ciudad de Perth, situada en la región de Australia Occidental. En 1989 primer año dentro del calendario del mundial, el vencedor fue Juha Kankkunen que sería además la primera victoria para el equipo Toyota en el campeonato, además la única que lograría ese año. El finés lograría dos victorias más en Australia, y de manera consecutiva, en 1990 y 1991, las dos con el Lancia Delta Integrale 16v. En 1993 conseguiría una cuarta victoria en la prueba, de nuevo con un Toyota Celica. Entremedias, el francés Didier Auriol logró la primera victoria para un latino y posteriormente Colin McRae y Tommi Mäkinen se harían el triunfo en dos ocasiones cada uno.
En 1999 venció otro piloto británico, Richard Burns (tercera victoria para el Impreza) y al año siguiente Marcus Grönholm lograría el primero de tres victorias consecutivas que conseguiría con el Peugeot 206 WRC. En 2004 Sébastien Loeb consiguió la segunda victoria para un francés en Australia, doce años después de que lo lograra su compatriota Auriol.
En 2005 y con los títulos decididos se vivió una situación inaudita. Los pilotos favoritos a llevarse la victoria abandonaron. Loeb se salió de la carretera, Grönholm abandonó y Solberg chocó contra un canguro, situación que aprovechó François Duval para lograr la primera y única victoria en su carrera en el mundial. Segundo fue Harri Rovanpera, que lograba su único podio en toda la temporada, y tercero Manfred Stohl.
La edición de 2006 fue la última que se disputó en Australia Occidental. Posteriormente durante los años 2007 y 2008 la prueba no se realizó pero se recuperó en 2009 con una nueva ubicación, en la Costa Dorada (Australia), Queensland, en la costa este del país.
En 2010 el rally tampoco se celebró y se volvió a realizar en 2011. Ese año Mikko Hirvonen lograría su tercera victoria consecutiva igualando la hazaña que había logrado su compatriota Marcus Grönholm en 2002. Luego de otro año de parón, en 2013 Sébastien Ogier sumaría la primera de tres victoria consecutivas que lograría el francés para posteriormente el noruego Andreas Mikkelsen añadiría una cuarta victoria al VW Polo R WRC con su triunfo en 2016.
En 2019, cuando cerraba el calendario mundialista, la prueba tuvo que cancelarse días antes de su celebración debido a los intensos fuegos que afectaron a gran parte de Nueva Gales del Sur muy cerca de la base de la prueba. Aunque se redujeron el número de tramos y su kilometraje finalmente la organización decidió por suspender la prueba.

## Palmarés
| Año    | Edición                                | Piloto             | Copiloto           | Automóvil                  | Series |
| ------ | -------------------------------------- | ------------------ | ------------------ | -------------------------- | ------ |
| 1988   | 1.º Rally Australia                    | Ingvar Carlsson    | Per Carlsson       | Mazda 323 4WD              |        |
| 1989   | 2.º Commonwealth Bank Rally Australia  | Juha Kankkunen     | Juha Piironen      | Toyota Celica GT-Four      | WRC    |
| 1990   | 3.er Commonwealth Bank Rally Australia | Juha Kankkunen     | Juha Piironen      | Lancia Delta Integrale     | WRC    |
| 1991   | 4.º Commonwealth Bank Rally Australia  | Juha Kankkunen     | Juha Piironen      | Lancia Delta Integrale 16V | WRC    |
| 1992   | 5.º Telecom Rally Australia            | Didier Auriol      | Bernard Occelli    | Lancia Delta HF Integrale  | WRC    |
| 1993   | 6.º Telecom Rally Australia            | Juha Kankkunen     | Nicky Grist        | Toyota Celica GT-Four      | WRC    |
| 1994   | 7.º Telecom Rally Australia            | Colin McRae        | Derek Ringer       | Subaru Impreza 555         | C2L    |
| 1995   | 8.º Telstra Rally Australia            | Kenneth Eriksson   | Staffan Parmander  | Mitsubishi Lancer EVO III  | WRC    |
| 1996   | 9.º API Rally Australia                | Tommi Mäkinen      | Seppo Harjanne     | Mitsubishi Lancer EVO III  | WRC    |
| 1997   | 10.º API Rally Australia               | Colin McRae        | Nicky Grist        | Subaru Impreza 555         | WRC    |
| 1998   | 11.º API Rally Australia               | Tommi Mäkinen      | Risto Mannisenmäki | Mitsubishi Lancer EVO V    | WRC    |
| 1999   | 12.º Telstra Rally Australia           | Richard Burns      | Robert Reid        | Subaru Impreza WRC99       | WRC    |
| 2000   | 13.º Telstra Rally Australia           | Marcus Grönholm    | Timo Rautiainen    | Peugeot 206 WRC            | WRC    |
| 2001   | 14.º Telstra Rally Australia           | Marcus Grönholm    | Timo Rautiainen    | Peugeot 206 WRC            | WRC    |
| 2002   | 15.º Telstra Rally Australia           | Marcus Grönholm    | Timo Rautiainen    | Peugeot 206 WRC            | WRC    |
| 2003   | 16.º Telstra Rally Australia           | Petter Solberg     | Phil Mills         | Subaru Impreza WRC 03      | WRC    |
| 2004   | 17.º Telstra Rally Australia           | Sébastien Loeb     | Daniel Elena       | Citroën Xsara WRC          | WRC    |
| 2005   | 18.º Telstra Rally Australia           | François Duval     | Sven Smeets        | Citroën Xsara WRC          | WRC    |
| 2006   | 19.º Telstra Rally Australia           | Mikko Hirvonen     | Jarmo Lehtinen     | Ford Focus RS WRC 06       | WRC    |
| 2009   | 20.º Repco Rally Australia             | Mikko Hirvonen     | Jarmo Lehtinen     | Ford Focus RS WRC 09       | WRC    |
| 2011   | 21.er Rally Australia                  | Mikko Hirvonen     | Jarmo Lehtinen     | Ford Fiesta RS WRC         | WRC    |
| 2013   | 22º Coates Hire Rally Australia        | Sébastien Ogier    | Julien Ingrassia   | Volkswagen Polo R WRC      | WRC    |
| 2014   | 23.º Rally Australia                   | Sébastien Ogier    | Julien Ingrassia   | Volkswagen Polo R WRC      | WRC    |
| 2015   | 24. Coates Hire Rally Australia        | Sébastien Ogier    | Julien Ingrassia   | Volkswagen Polo R WRC      | WRC    |
| 2016   | 25. Kennards Hire Rally Australia      | Andreas Mikkelsen  | Anders Jæger       | Volkswagen Polo R WRC      | WRC    |
| 2017   | 26. Kennards Hire Rally Australia      | Thierry Neuville   | Nicolas Gilsoul    | Hyundai i20 Coupe WRC      | WRC    |
| 2018   | 27. Kennards Hire Rally Australia      | Jari-Matti Latvala | Miikka Anttila     | Toyota Yaris WRC           | WRC    |
| 2019   | 28. Kennards Hire Rally Australia      | Cancelado          | Cancelado          | Cancelado                  | WRC    |
| Fuente |                                        |                    |                    |                            |        |

### Ganadores
Los pilotos finlandeses han ganado gran parte de las ediciones del rally de Australia, en gran parte por el parecido con el Rally de Finlandia: pistas de tierra muy rápidas y deslizantes.
| N.º | Piloto          | Victorias | Ediciones              |
| --- | --------------- | --------- | ---------------------- |
| 1.  | Juha Kankkunen  | 4         | 1989, 1990, 1991, 1993 |
| 2.  | Marcus Grönholm | 3         | 2000, 2001, 2002,      |
| 2.  | Mikko Hirvonen  | 3         | 2006, 2009, 2011       |
| 2.  | Sébastien Ogier | 3         | 2013, 2014, 2015       |